# Зов предков
«Зов предков» (англ. The Call of the Wild) — повесть американского писателя Джека Лондона, опубликованная в 1903 году.
Повесть относится к ранним работам Джека Лондона. Часто её классифицируют как детскую литературу, так как главным действующим героем является пёс. Однако зрелость и глубина идей повести делает её актуальной и для взрослых читателей. В повести затрагиваются такие темы, как выживание сильнейших, цивилизация и природа, судьба, свобода воли и отчасти насилие, особенно над животными.

## Сюжет

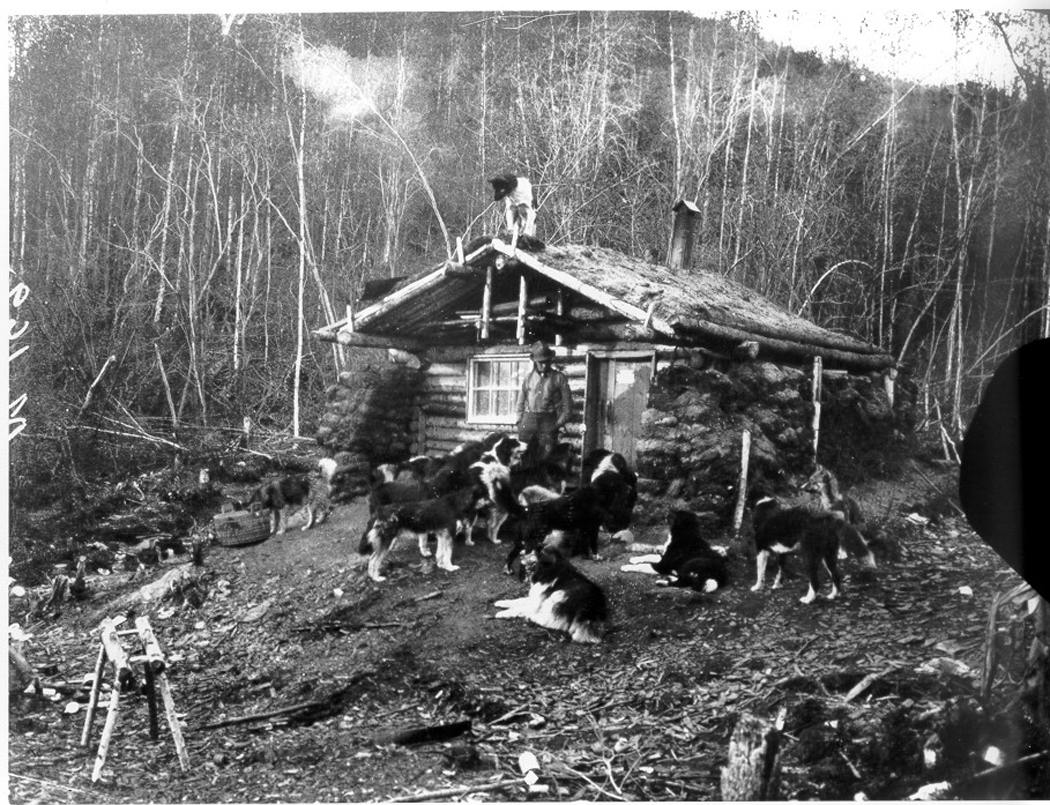
Собаки у избы на Юконе

Действие повести происходит в Юконе (Канада) во времена золотой лихорадки. Тогда спрос на крупных и сильных собак был особенно высок. Главный герой — пёс Бэк (помесь шотландской овчарки и сенбернара), привезённый с пастушьего ранчо в Калифорнии, попадает в суровую реальность жизни ездовой собаки. Повесть рассказывает о сложностях, которые испытывает Бэк, пытаясь выжить, несмотря на суровое обращение хозяев, жестокость псов и суровость природы. В конце концов, он покидает людей, дичает и становится вожаком стаи волков.

## История создания
Уроженец Калифорнии Джек Лондон путешествовал как хобо по США, затем вернулся, чтобы окончить школу (которую бросил в 14 лет) и проучился год в колледже Беркли. В 1897 году он через Аляску направился в Клондайк в период золотой лихорадки. Позже Лондон признавался: «В Клондайке я нашёл себя». На Аляске он видел много ездовых собак и собрал материал, который лёг в основу «Зова предков». Прототипом Бэка был пёс-помесь сенбернара и шотландского колли, принадлежавший друзьям Лондона — братьям Маршалу и Луису Бондам.

## Переводы
На русском языке впервые произведение появилось в 1905 году под названием «Дикая сила». Затем вышли другие переводы:
- Джек Лондон. Дикая сила / перевод Р. Рубиновой. — Детское чтение и Педагогический листок. — М.: Типография И.Д. Сытина, 1905. — С. 1—125. — 136 с. — (Библиотека для семьи и школы).
- Джек Лондон. Бук-почтовая собака. — М.: перевод Н. Монасеиной, 1926. — 64 с. — (Библиотека школьника). — 10 000 экз.
- Джек Лондон. Голос крови / перевод Л. Картужанского. — Москва-Ленинград: Государственное издательство, 1927. — Т. 10. — С. 259—351. — 352 с. — (Джек Лондон. Собрание сочинений в 12 томах). — 2500 экз.
- Джек Лондон. Зов предков / перевод Марии Абкиной. — 1954. — Т. 1. — С. 547—634. — 640 с. — (Джек Лондон. Собрание сочинений в 7 томах). — 390 000 экз.
- Джек Лондон. Зов предков / перевод З. Вершининой. — М.: Терра, 1998. — Т. 8. Зов предков. Белый клык. До Адама. — С. 5—98. — 384 с. — (Джек Лондон. Собрание сочинений в 20 томах). — ISBN 5-300-02209-8.
- Джек Лондон. Зов предков / перевод Ю. Хазанова. — М.: Детство. Отрочество. Юность, 2005. — 240 с. — (Иллюстрированная классика). — 10 000 экз. — ISBN 5-9639-0017-4.
- Джек Лондон. Зов предков / перевод Б. Акимова. — М.: Мир книги, Литература, 2009. — 272 с. — (Классика приключенческого романа). — ISBN 978-5-486-01394-2.
- Джек Лондон. Зов предков / перевод Ан. Горского. — М.: Престиж Бук, Литература, 2011. — 1264 с. — (Джек Лондон. Собрание повестей и рассказов (1900-1911)). — 5000 экз. — ISBN 978-5-371-00266-2.

## Экранизации
- 1923 — немой фильм[3]
- 1935 — Зов предков (США). В ролях: Кларк Гейбл и Лоретта Янг[4].
- 1972 — Зов предков (Великобритания, Франция, ФРГ, Италия, Испания). В главной роли Чарлтон Хестон. Снимался в Финляндии[5].
- 1993 — Зов предков (США). Режиссёр Майкл Тошиюки Уно[6].
- 1997 — Зов предков: Собака Юкона. В главной роли Рутгер Хауэр[7].
- 2009 — Зов предков 3D (США)[8].
- 2020 — Зов предков. Режиссёр Крис Сандерс[9][10].